# 岡本章子 (政治家)
岡本 章子（おかもと あきこ、1964年8月16日 ‐ ）は、日本の政治家。立憲民主党所属の衆議院議員（3期）。本名は山下章子。
仙台市議会議員（5期）、立憲民主党執行役員などを歴任した。議会登録している政治家名は、岡本あき子。

## 来歴・人物
宮城県岩沼市出身。仙台市の向山幼稚園を卒園後、青森市、弘前市を経て秋田市に移住。秋田大学教育文化学部附属中学校卒業。1980年に秋田県立秋田高等学校に入学するが、翌1981年、青森県立青森高等学校に転入。1982年、宮城県第二女子高等学校に転入。1983年、同校卒業。
1987年3月、東北大学教育学部卒業。同年4月、NTT東日本に就職。
1999年4月11日に行われた仙台市議会議員選挙（太白区選挙区）に民主党公認で立候補し初当選。以後、計5回連続当選。
2017年7月、民進党県幹事長に就任した。民進党宮城県連は次期衆院選の宮城1区の公認をめぐって岡本と同党の仙台市議の伊藤優太で調整していたが、同年9月23日、岡本の擁立を決定した。しかしその直後の9月28日に同党は希望の党に合流することを採択し、希望の党は10月3日に伊藤を宮城1区に擁立すると発表した。10月4日、岡本は希望の党について「一部の人たちを選んでいくやり方には賛同できない」と述べ、立憲民主党から立候補する意向を表明した。これに伴い日本共産党県委員会は公認候補を取り下げた。
同年10月の衆院選宮城1区は自由民主党の土井亨が当選、岡本は比例復活により初当選した。希望の党の伊藤は順位3位で落選した。
2020年9月19日、旧立憲民主党と旧国民民主党などが合流し結党した新「立憲民主党」の宮城県連が発足。岡本が代表に就任した。
2021年10月31日の第49回衆議院議員総選挙は、立憲民主党公認の岡本、土井、日本維新の会公認の春藤沙弥香、無所属の大草芳江が立候補。小選挙区で土井に敗れたものの、比例復活により2期目の当選を果たした。枝野幸男代表の辞任に伴う代表選挙（11月30日投開票）では西村智奈美の推薦人に名を連ねた。12月6日、立憲民主党は、執行役員12人のうち6人を女性とする新たな人事を決定。岡本は執行役員の役職の一つ、ジェンダー平等推進本部長代行に選任された。2022年8月、執行役員を退任。
2024年9月30日、立憲民主党次の内閣ネクスト復興・福島再生担当大臣に就任。
同年10月15日、第50回衆議院議員総選挙が公示され、岡本、土井、日本維新の会公認の元鎌倉市議会議員の高橋浩司の3人が立候補した。自民党は裏金問題や統一教会問題、10月23日に発覚した非公認候補への2000万円支給問題などで逆風が吹き荒れた。10月27日、総選挙執行。投票締め切りの20時直後に東北放送は岡本の当選確実を報じ、岡本は3期目の当選を果たした。自民党は比例東北ブロックで5議席を獲得。単独1位の江渡聡徳と単独2位の森下千里を除く3議席のうち、根本拓が3番目の惜敗率（75.141％）で当選し、4番目（71.150％）だった土井は議席を失った。

## 政策・主張

### 憲法
- 憲法改正についての各メディアのアンケートの結果は以下のとおり。
  - 2017年 - 朝日新聞社には「どちらかといえば反対」と回答[30]。
  - 2021年 - 朝日新聞社には「どちらかといえば反対」と回答[31]。
  - 2024年 - NHKには「反対」と回答[32]。
- 憲法9条への自衛隊の明記について、2021年、2024年のNHKのアンケートで「反対」と回答[33][32]。
- 憲法を改正し緊急事態条項を設けることについて、2021年の毎日新聞社のアンケートで「反対」と回答[34]。2024年のNHKのアンケートで「反対」と回答[32]。

### 外交・安全保障
- 安全保障関連法の成立について、2017年のアンケートで「評価しない」と回答[30]。
- 「敵基地攻撃能力」の保有について、2021年の毎日新聞社のアンケートで「反対」と回答[34]。
- 徴用工訴訟などの歴史問題をめぐる日韓の関係悪化についてどう考えるかとの問いに対し、2021年の毎日新聞社のアンケートで「政府の今の外交方針でよい」と回答[34]。

### ジェンダー
- 選択的夫婦別姓制度の導入についての各メディアのアンケートの結果は以下のとおり。
  - 2017年 - 朝日新聞社には「賛成」と回答[30]。
  - 2021年 - 朝日新聞社には「賛成」と回答[31]。
  - 2024年 - NHKには「賛成」と回答[32]。

- 同性婚を可能とする法改正についての各メディアのアンケートの結果は以下のとおり。
  - 2017年 - 朝日新聞社には「どちらともいえない」と回答[30]。
  - 2021年 - NHKには「賛成」と回答[33]。
  - 2024年 - NHKには「賛成」と回答[32]。
- 「LGBTなど性的少数者をめぐる理解増進法案を早期に成立させるべきか」との問題提起に対し、2021年の朝日新聞社のアンケートで「賛成」と回答[31]。
- クオータ制の導入について、2021年、2024年のNHKのアンケートで「賛成」と回答[33][32]。

### その他
- アベノミクスについて、2017年のアンケートで「どちらかといえば評価しない」と回答[30]。
- 安倍内閣による森友学園問題・加計学園問題への対応について、2017年のアンケートで「評価しない」と回答[30]。
- 森友学園への国有地売却をめぐる公文書改竄問題で、2021年5月6日、国は「赤木ファイル」の存在を初めて認めた[35]。しかし5月13日、菅義偉首相はファイルの存在を踏まえた再調査を行わない考えを報道各社に書面で示した[36]。9月の自民党総裁選挙で総裁に選出された岸田文雄も10月11日、衆議院本会議の代表質問で再調査の実施を否定した[37]。国の対応をどう考えるかとの同年の毎日新聞社のアンケートに対し「さらに調査や説明をすべきだ」と回答[34]。
- 消費増税の先送りをどちらかと言えば評価する[30]。
- 共謀罪法を評価しない[30]。
- 長期的に消費税率を10%よりも高くすることにどちらかと言えば反対[30]。
- 幼稚園・保育所から大学まで教育を無償化すべきだ[30]。
- 経済競争力を多少犠牲にしても格差是正を優先すべきだ[30]。
- 国債は安定的に消化されており、財政赤字を心配する必要はない[30]。

## 発言
2018年2月、政府が進める働き方改革について「労働法制は本来、労働者の安全と健康を保てるよう使用者側を制約すべき役割がある。働かせる側の論理が盛り込まれる法案は働き方改革にはならない」と批判した。　

## 支持団体
- JR総連から組織推薦候補として支援を受けている[39]。
- NTT労働組合出身の情報労連組織内候補[40][41]。

## 議員連盟
- 立憲民主党 科学技術・イノベーション議員連盟

## 選挙
| 当落 | 選挙                     | 執行日         | 年齢 | 選挙区       | 政党         | 得票数     | 得票率 | 定数 | 得票順位 /候補者数 | 政党内比例順位 /政党当選者数 |
| ---- | ------------------------ | -------------- | ---- | ------------ | ------------ | ---------- | ------ | ---- | ------------------ | ---------------------------- |
| 当   | 1999年仙台市議会議員選挙 | 1999年4月11日  | 34   | 太白区選挙区 | 民主党       | 7332票     | ーー   | 14   | 1/19               | /                            |
| 当   | 2003年仙台市議会議員選挙 | 2003年4月13日  | 38   | 太白区選挙区 | 民主党       | 6363票     | ーー   | 13   | 2/20               | /                            |
| 当   | 2007年仙台市議会議員選挙 | 2007年4月8日   | 42   | 太白区選挙区 | 民主党       | 9847票     | ーー   | 13   | 1/16               | /                            |
| 当   | 2011年仙台市議会議員選挙 | 2011年8月28日  | 47   | 太白区選挙区 | 民主党       | 5650票     | ーー   | 13   | 3/17               | /                            |
| 当   | 2015年仙台市議会議員選挙 | 2015年8月2日   | 50   | 太白区選挙区 | 民主党       | 7383票     | 10.98% | 12   | 1/15               | /                            |
| 比当 | 第48回衆議院議員総選挙   | 2017年10月22日 | 53   | 宮城県第1区  | 旧立憲民主党 | 7万8704票  | 36.30% | 1    | 2/6                | 1/3                          |
| 比当 | 第49回衆議院議員総選挙   | 2021年10月31日 | 57   | 宮城県第1区  | 立憲民主党   | 9万6649票  | 41.16% | 1    | 2/4                | 3/4                          |
| 当   | 第50回衆議院議員総選挙   | 2024年10月27日 | 60   | 宮城県第1区  | 立憲民主党   | 11万5142票 | 51.65% | 1    | 1/3                | /                            |